# الخاندرو سانتو دومینگو
الخاندرو سانتو دومینگو (انگلیسی: Alejandro Santo Domingo؛ زادهٔ ۱۳ فوریهٔ ۱۹۷۷) سرمایه‌دار، نیکوکار و کارآفرین اهل کلمبیا و ساکن ایالات متحده آمریکا است.